# Гарсия-Рамос, Фернандо
Фернандо Гарсия-Рамос (исп. Fernando García-Ramos, более известный как Фернандо Гарсиаррамос (исп. Fernando Garcíarramos), 28 ноября 1931 года, Санта-Крус-де-Тенерифе — 9 января 2024 года, там же) — испанский поэт и скульптор.

## Биография
Фернандо Гарсия-Рамос родился в Санта-Крус-де-Тенерифе 30 ноября 1931 года. С детства он жил на Канарских островах в Ла-Лагуне, городе, где прошла почти вся его творческая жизнь.
Брат журналиста Альфонсо Гарсия-Рамоса, также, как и он, учился в Колледже братьев христианских школ (Ла Саль) и в средней школе при академии «Томасе де Ириарте» и в институте «Кабрера Пинто». Доктор изящных искусств Университета Ла-Лагуна, он был профессором архитектурного черчения и директором Школы технической архитектуры в том же университете. Он также был директором кафедры графического выражения в архитектуре и инжиниринге в Университете Ла-Лагуна.
Первые стихи Фернандо были опубликованы в 1953 году в университетском журнале, в том же году он выпустил и свою первую книгу «Грусть человека». С 1954 года он сотрудничал в еженедельной газете El Genew of Santa Cruz de Tenerife. В 1959 году журнал San Borondón посвятил его творчеству один из своих номеров. В 1969 году издал уже третьи свои стихи. В апреле 1976 года он участвовал в Конгрессе по Канарской поэзии, проведённом в Атенео-де-ла-Лагуна, а также в Университете Ла Лагуна. С того же года публикации его книг следуют друг за другом, его произведения были включены в различные поэтические антологии, такие как публикации Sebastián de La Nuez и Miguel Martinón. В 2007 году он также был включён в энциклопедию канарской литературы.
Его поэзия наряду с произведениями Педро Гарсии Кабреры и Фернандо Х. Гусмана была включена в передачу о театральной песне Паскуального Арройо, а также звучала в кинофильмах «Боль на острове» и «Грант -де -Ганч». Эти стихи были использованы многочисленными народными группами и канарскими солистами, такими как Verode, Los Chincanayros, Los Sabandeños, Añoranza, Atlanteans, Mari Carmen Mulet, Tigaray, Бланка Кувведо.
Гарсия-Рамос написал много стихотворений и поэтическую антологию, которые использовали культурное наследие Канарских островов.
Выступил также как плодовитый скульптор, большая часть его художественных работ рассеяна в общественных местах Канарских островов. Он также представлен в постоянной коллекции муниципального музея изобразительных искусств Санта-Крус-де-Тенерифе и в университетах Ла Лагуна и Лас-Пальмас-де-Гран Канар. Его работы есть также в музее латиноамериканского и латиноамериканского искусства Флориды в Майами, в доме Хосе Марти -де -Гавана, в универсальной аральдской «Ла -кристалиде» в Катании, Сицилия, в Мадриде, Барселоне, Севильи, Парижа, Берлина, Японии, Македония и Лимы.
Был женат на художнице Арминде дель Кастильо, овдовел в 2021 году.

## Галерея

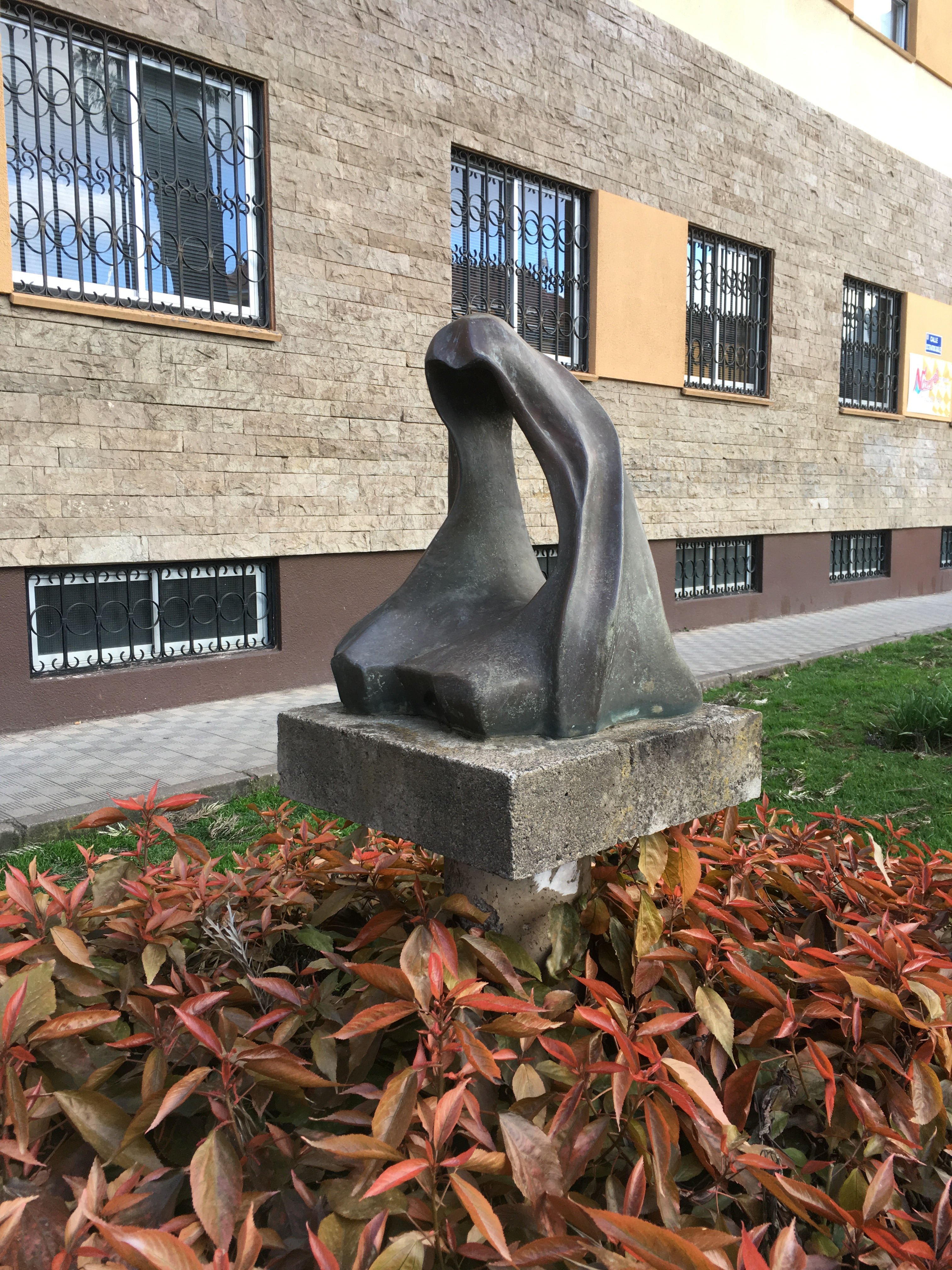
La Dama de Aguere (Ла Лагуна).
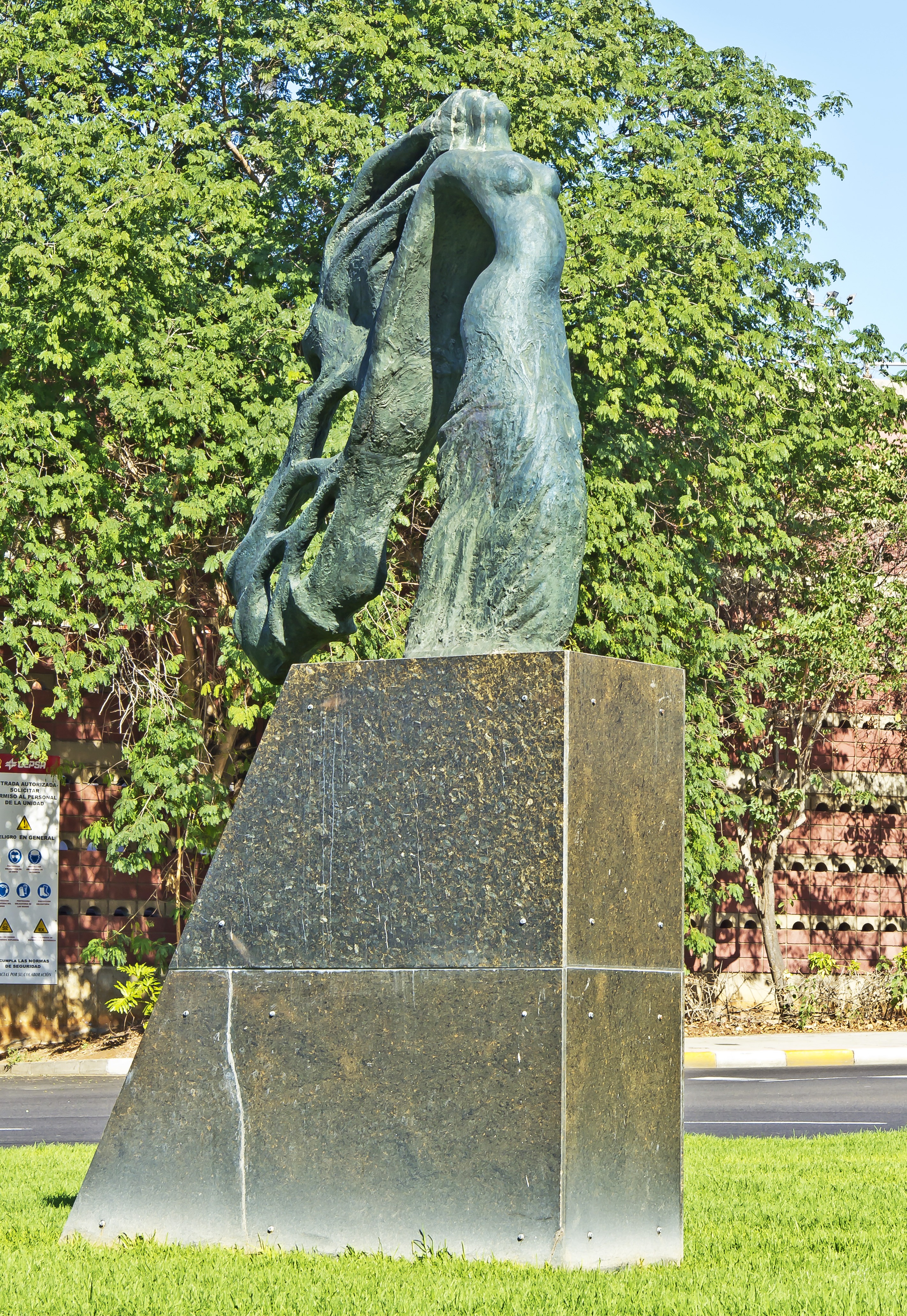
Arborea, (Тенерифе).
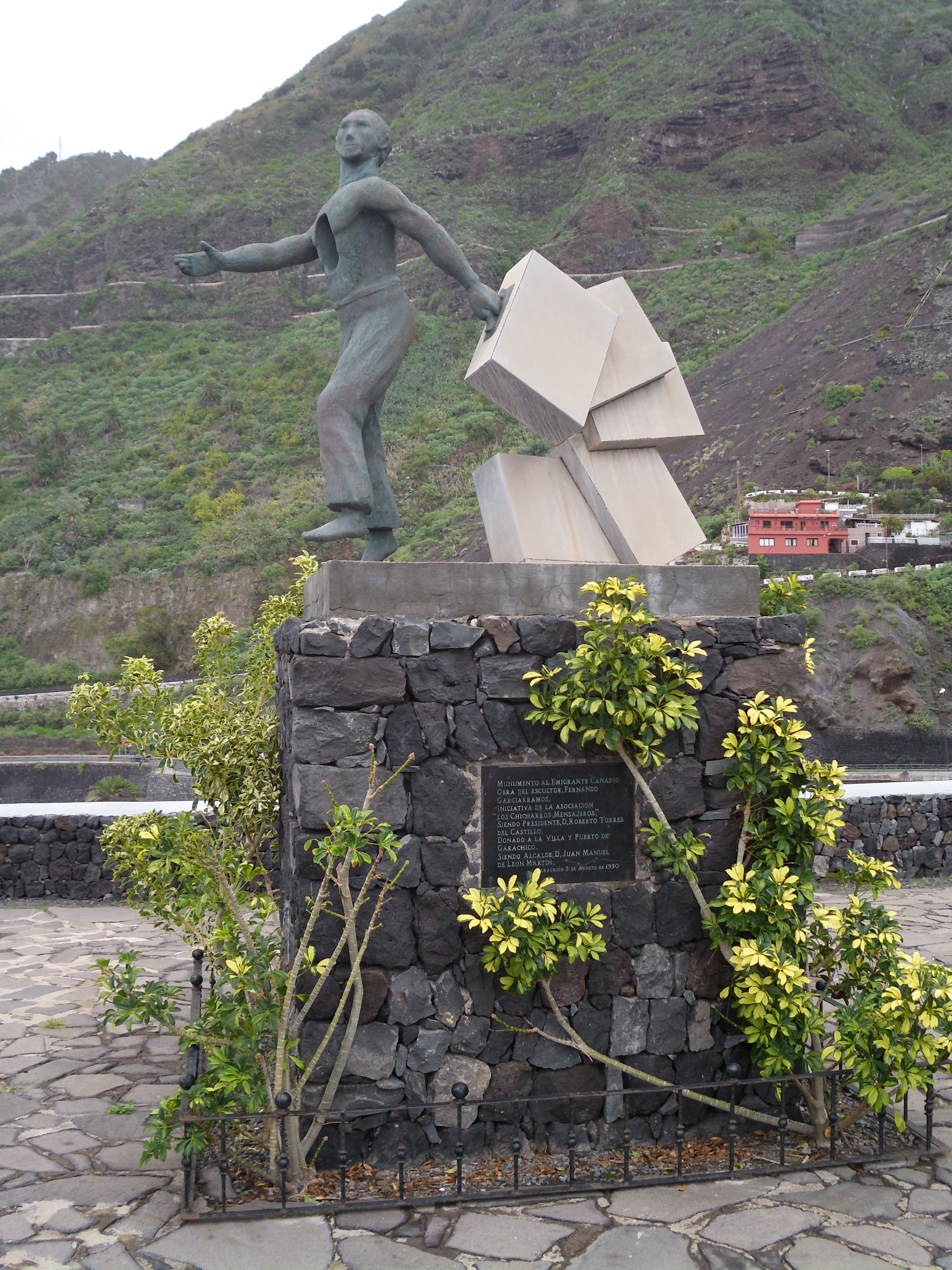
Monumento al emigrante (Гарачико).
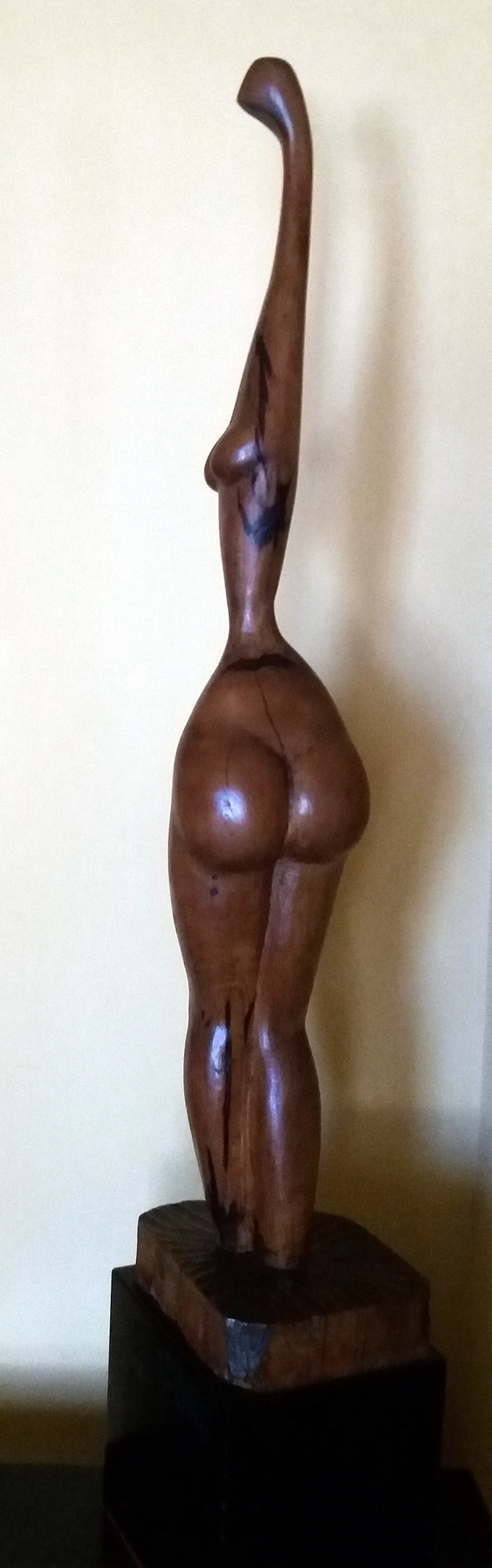
Деревянная скульптура